# Завещание (мультфильм, 1937)
«Завещание» или «Завещание пса Скотинки» — советский цветной кукольный мультипликационный фильм, снятый по методу хромированной желатины Павла Мершина.
Выпущен на экран в июне 1937 года.
Премьера восстановленного цветного варианта 1 февраля 2012 года на фестивале «Белые столбы 2012»

## Сюжет
В основе кукольного мультфильма — новелла «О священнике который похоронил собачку» из сборника «Фацеции» итальянского писателя XV века Поджо Браччолини, разоблачающей ханжество и продажность средневекового духовенства. 
В Италии аббат хоронит на кладбище любимого пса-воришку, как христианина. Чтобы искупить этот грех, он дает взятку епископу в виде завещания, оставленного псом.

## Съёмочная группа
- Сценарий и постановка — Александр Лукич Птушко.
- Режиссер — Иосиф Самойлович Склют.
- Композитор — Василий Петрович Ширинский.
- Художник кукол — Сарра Яковлевна Мокиль.
- Художники декораций — П. Бейтнер, А. Никулин.
- Оператор — Игорь Михайлович Шкаренков.
- Ассистент оператора — В. Королев.
- Движение кукол — В. Левандовский, А. Васильева, Б. Невежин, Г. Ялов, А. Кольцов.
- Звукооператор — А. Свердлов (изъят из титров).

## Роли озвучивали
- Михаил Николаевич Дагмаров
- Владимир Алексеевич Лепко (в титрах указан как А. Лепко)